# کریستین باور وان استراتن
کریستین باوِر وان اِستراتِن (انگلیسی: Kristin Bauer van Straten) هنرپیشه اهل ایالات متحده آمریکا است. وی از سال ۱۹۹۴ میلادی تاکنون مشغول فعالیت بوده‌است.

## گزیدهٔ آثار

### سینما
- داستان لوک (۲۰۱۲)
- ۵۰ قرار اول (۲۰۰۴)
- رقص در بلو ایگوانا (۲۰۰۰)
- تجدید دیدار دبیرستانی رومی و میشل (۱۹۹۷)
- تردید در درخشش (۱۹۹۷)

### تلویزیون
- روزی روزگاری در سرزمین عجایب (۲۰۱۳)
- روزی روزگاری (۲۰۱۱ تا کنون)
- زندگی مخفی نوجوان آمریکایی (۲۰۱۳–۲۰۱۰)
- درمانگاه خصوصی (۲۰۰۹)
- خون حقیقی (۲۰۱۴–۲۰۰۸)
- استخوان‌ها (۲۰۰۷)
- کدبانوهای وامانده (۲۰۰۶)
- بوستون لیگال (۲۰۰۵)
- سی‌اس‌آی (۲۰۰۵)
- پیشتازان فضا: انترپرایز (۲۰۰۵)
- دو مرد و نصفی (۲۰۰۳)
- دارما و گرگ (۲۰۰۱)
- فرشته تاریکی (۲۰۰۰)
- ساینفلد (۱۹۹۶)
- ستوان کلمبو (۱۹۹۴)